# リュウキュウハタンポ
リュウキュウハタンポ（学名: Pempheris adusta）はスズキ目ハタンポ科に属する海水魚。インド洋と太平洋の熱帯域に広く生息し、日本でも琉球列島などでみられる。最大でも全長17cm程度の小型魚で、胸鰭の基部に淡い黒色斑があることなどから近縁種と識別できる。浅海のサンゴ礁や岩礁を群れて泳ぎ、夜間に動物プランクトンを捕食する。

## 分類
リュウキュウハタンポは、スズキ目ハタンポ科のハタンポ属(Pempheris )に分類される。
本種は1877年にピーター・ブリーカーによって初記載された。タイプ標本はモルッカ諸島のアンボン島から得られたものであった。本種の学名はPempheris adusta である。このうち種小名のadusta はラテン語で「（茶色く）焦げた」といった意味の"adustus"に由来する。
本種は広い生息域をもち、これまでにいくつかの生息域の異なる個体群が亜種として記載されているが、これらの個体群には遺伝的な違いはほとんどないことが明らかにされている。
「リュウキュウハタンポ」という和名は、ジョン・オターバイン・スナイダーが沖縄島から1912年に報告したPempheris oualensis という種に対し、岡田弥一郎が1938年に与えたものである。しかしこの後、この和名は文献によって異なる種（学名）に対して使われるなど混乱が続き、学名と標準和名の対応がはっきりしないことから単にPempheris sp.（ハタンポ属の一種）として扱われることもあった。2013年、琉球大学の小枝らは以上のような和名と学名の対応関係の混乱の歴史を整理した上で、スナイダーが1912年の研究に用いたP. oualensis とされる標本の特徴が、P. adusta の原記載とほぼ一致することを明らかにした。これを踏まえて小枝らは、スナイダーの標本に基づいて与えられた和名「リュウキュウハタンポ」はP. adusta に適用するべきであると結論づけた。なお、P. oualensis にはユメハタンポという和名が提唱されている。

## 形態
本種は最大でも全長17センチメートルにしかならない小型魚である。背鰭には6棘条、8-10軟条をもち、臀鰭には3棘条36-45軟条をもつ。椎骨数は25である。臀鰭の基底長は長く、体長の40%に達する。鱗は櫛鱗で剥がれやすい。吻は丸く、体は濃い茶色から赤褐色、腹部は銀白色である。背鰭は前方が褐色で、後方に向かうにつれて少し透明になる。
本種は胸鰭の基部に淡い黒色斑点があることや側線上に56-64の有孔鱗があることなどからミナミハタンポ(P. schwenkii ) といった同属の近縁種と区別される。

## 分布
本種はインド太平洋の熱帯域に広く分布し、その分布域は西は紅海やアフリカ東海岸から、東は中央太平洋まで広がる。
日本においては琉球列島でみられるほか、南日本の太平洋側や小笠原諸島できわめて稀ながら観察される。琉球列島以外からの報告はきわめて稀であるため、死滅回遊の可能性が指摘されている。ただし、鹿児島県本土では成熟した生殖巣をもつ個体が得られており、当地で越冬・繁殖が行われている可能性がある。

## 生態

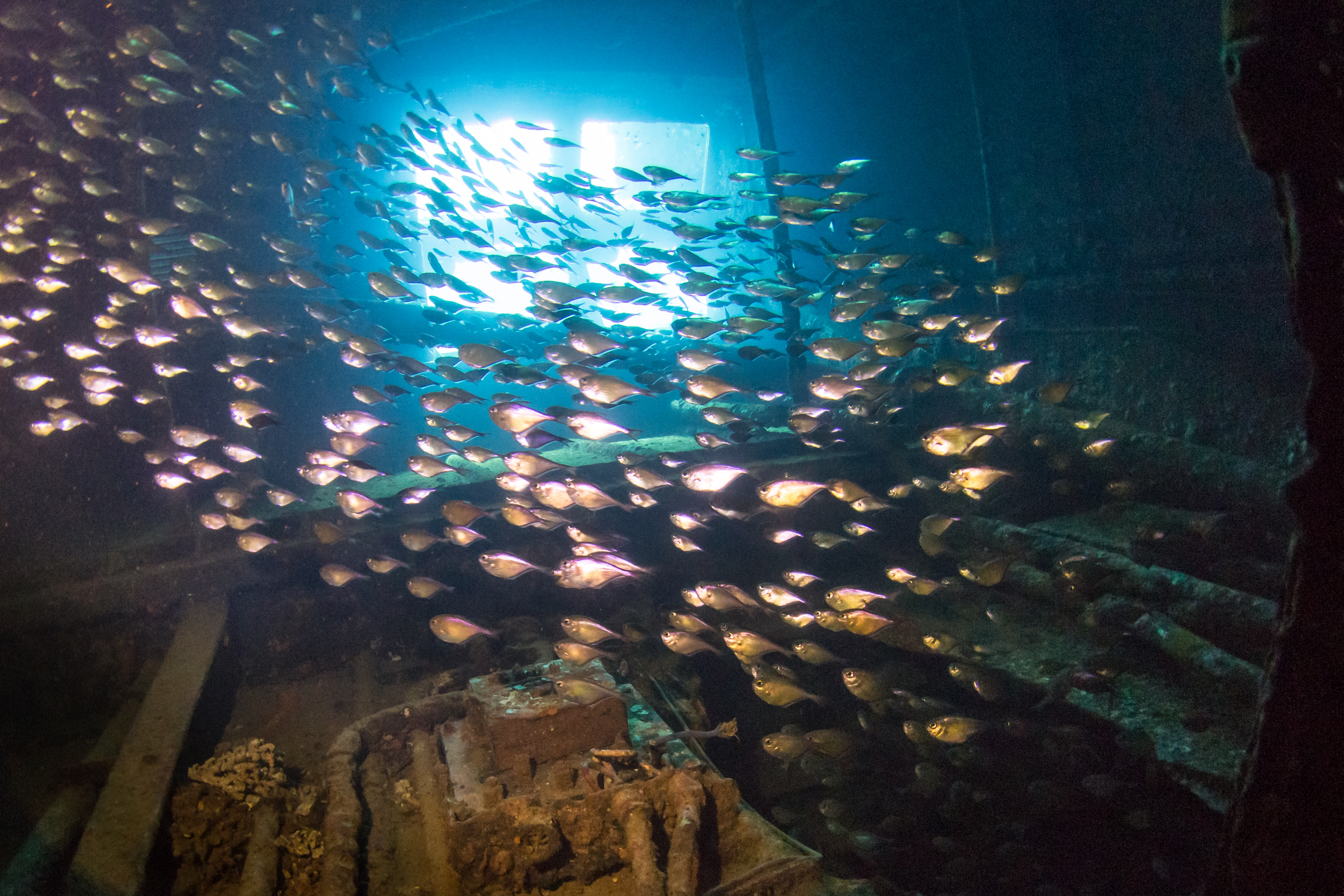
紅海エジプト沖の沈没船で群れるリュウキュウハタンポ

本種は水深0-20メートルのサンゴ礁や岩礁域で群れて泳ぐ様子がよくみられる。昼間は岩穴や崖の下などに隠れていることが多いが、昼間にも少数がサンゴの隙間などでみられる。ミナミハタンポと混泳することが知られるほか、水面近くでヨゴレマツカサ(Myripristis murdjan )と小さな群れを作っているのが観察されたこともある。夜間には開けた場所に出て動物プランクトンを捕食する。
産卵はふつう4月から6月の間に起きるが、沖縄では周年起こることが報告されている。産卵は日が沈んだ後におき、標準体長11センチメートル以上の個体のみが産卵集団に参加する。

## 利用
観賞魚や釣り餌として利用されることがある。